# Dave Jamerson
John David Jamerson (Virginia Occidental, 13 de agosto de 1967) es un exjugador de baloncesto estadounidense que jugó 3 temporadas en la NBA, además de hacerlo en la CBA. Con 1,96 metros de altura, lo hacía en la posición de escolta.

## Trayectoria deportiva

### Universidad
Jugó durante 4 temporadas con los Bobcats de la Universidad de Ohio, donde promedió 20,3 puntos y 4,5 rebotes por partido. En su última temporada consiguió el récord de anotación en un partido de la Mid-American Conference, al anotar 60 puntos, con 14 triples convertidos. Acabó su carrera como segundo máximo anotador histórico de la conferencia, con 2.336 puntos, siendo elegido mejor jugador del año.

### Profesional
Fue elegido en la decimoquinta posición del Draft de la NBA de 1990 por Miami Heat, pero fue automáticamente traspasado a Houston Rockets junto con Carl Herrera a cambio de Alec Kessler. En los Rockets permaneció 3 temporadas, siempre como hombre de banquillo, aunque a pesar de ello fue nombrado en dos ocasiones dentro del equipo "trabajador más duro". Su mejor campaña fue la segunda, promediando 4,0 puntos y 0,9 rebotes por partido. Una lesión en la rodilla le hizo perderse completamente la temporada 1992-93.
Antes del comienzo de la siguiente temporada, Jamerson fue despedido, firmando con Utah Jazz, donde solo duró dos semanas, jugando un único partido. Sin equipo en la NBA, decidió jugar en los Omaha Racers de la CBA, donde fue el líder de la liga en tiros libres, promediando un 91%. Fue repescado por New Jersey Nets al final de la temporada, con un contrato de 10 días, pero solo llegó a disputar un partido con ellos. Tras jugar 3 partidos más con los Rochester Renegade de la CBA, optó por retirarse.

### Selección nacional
Fue convocado por la selección de Estados Unidos, ya en el final de su carrera, para disputar los Juegos Panamericanos de 1995 en Mar del Plata, Argentina, donde consiguieron la medalla de plata. Jamerson jugó 6 partidos, promediando 6,8 puntos y 1,8 rebotes por partido.

## Estadísticas de su carrera en la NBA

### Temporada regular
| Temporada | Edad | Equipo          | Liga | P  | TIT | MIN | TC  | TCA | %TC  | 3P  | 3PA | %3P  | TL  | TLA | %TL   | R.OF. | R.DEF. | REB | ASIS | ROB | TAP | PER | FP  | PTS |
| 1990-91   | 23   | Houston Rockets | NBA  | 37 | 0   | 5.5 | 1.2 | 3.1 | .381 | 0.1 | 0.5 | .263 | 0.6 | 0.7 | .815  | 0.2   | 0.6    | 0.8 | 0.7  | 0.2 | 0.0 | 0.5 | 0.6 | 3.1 |
| 1991-92   | 24   | Houston Rockets | NBA  | 48 | 0   | 7.9 | 1.6 | 4.0 | .414 | 0.2 | 0.6 | .286 | 0.5 | 0.6 | .926  | 0.5   | 0.4    | 0.9 | 0.7  | 0.4 | 0.0 | 0.5 | 0.8 | 4.0 |
| 1993-94   | 26   | TOTAL           | NBA  | 5  | 0   | 2.8 | 0.0 | 1.4 | .000 | 0.0 | 0.0 |      | 0.4 | 0.6 | .667  | 0.0   | 0.8    | 0.8 | 0.2  | 0.0 | 0.0 | 0.2 | 0.0 | 0.4 |
| 1993-94   | 26   | Utah Jazz       | NBA  | 1  | 0   | 4.0 | 0.0 | 2.0 | .000 | 0.0 | 0.0 |      | 1.0 | 1.0 | 1.000 | 0.0   | 1.0    | 1.0 | 0.0  | 0.0 | 0.0 | 0.0 | 0.0 | 1.0 |
| 1993-94   | 26   | New Jersey Nets | NBA  | 4  | 0   | 2.5 | 0.0 | 1.3 | .000 | 0.0 | 0.0 |      | 0.3 | 0.5 | .500  | 0.0   | 0.8    | 0.8 | 0.3  | 0.0 | 0.0 | 0.3 | 0.0 | 0.3 |
| Total     |      |                 | NBA  | 90 | 0   | 6.6 | 1.4 | 3.5 | .392 | 0.1 | 0.5 | .277 | 0.5 | 0.6 | .860  | 0.3   | 0.5    | 0.9 | 0.7  | 0.3 | 0.0 | 0.5 | 0.7 | 3.4 |

### Playoffs
| Temp.   | Edad | Equipo          | Liga | P | MIN | TCA | TC | 3PA | 3P | TLA | TL | R.OF. | REB | ASIS | ROB | TAP | PER | FP | PTS | %TC  | %3P  | %FT   | MIN  | PTS | REB | AST |
| 1990-91 | 23   | Houston Rockets | NBA  | 2 | 21  | 5   | 13 | 0   | 1  | 6   | 6  | 1     | 3   | 4    | 1   | 0   | 1   | 4  | 16  | .385 | .000 | 1.000 | 10.5 | 8.0 | 1.5 | 2.0 |
| Total   |      |                 | NBA  | 2 | 21  | 5   | 13 | 0   | 1  | 6   | 6  | 1     | 3   | 4    | 1   | 0   | 1   | 4  | 16  | .385 | .000 | 1.000 | 10.5 | 8.0 | 1.5 | 2.0 |